# Багадат
Багадат, он же Багарат (Bagadatès, Bagadatis, Bagadate, Bagarat, Magadatès) — армянский полководец. По ряду источников — первый известный представитель династии Багратуни.

## Биография
Происходил из династии Багратуни.

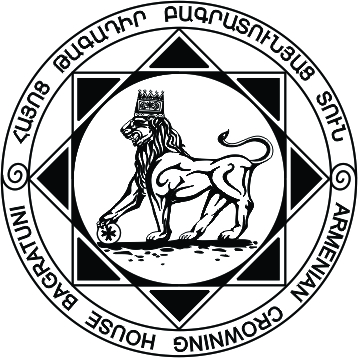
герб Багратуни

Судя по всему Багарат был военачальником при Тигране II — так утверждает Аппиан Александрийский, в то время как Мовсес Хоренаци называет царя, при котором действовал Багарат, Валаршаком, неизвестного по другим источникам (возможно, было два полководца с именем Багарат, либо Мовсес Хоренаци по ошибке допустил анахронизм):
Прежде всего, воздавая за добро могучему и мудрому мужу Багарату, потомку Шамбата, что из иудеев, он дарует ему потомственное право возлагать венец на (царей) Аршакуни, а роду, что произойдет от него, зваться по его имени Багратуни; этот род ныне является великим нахарарством в нашей стране. Ибо упомянутый Багарат, еще до начала войн Аршака против македонян, при царском дворе, первый с готовностью посвятил себя (служению) Валаршаку. Кроме того, (он назначается) наместником западного края до тех пределов, где кончается армянская речь, предводителем десятков тысяч (воинов)...
Упомянутому выше Багарату, происходившему из иудеев, в благодарность за изначальную самопожертвованную помощь царю, за верность и доблесть, он пожаловал отмеченную выше честь домовладыки в роде, право возлагать венец на голову царя и титулочаться венцевозлагателем, а также аспетом и, находясь при дворе или в покоях царя, носить малую — без золота и драгоценных камней — головную повязку из трех нитей жемчуга.

### Сведения хронистов
Ованес Драсханакертци пишет:
Сперва он ставит Багарата, потомка еврея Шамбата, который, согласно молве, был из рода царя Давида, венценалагателем, возлагающим на него корону, ибо он ранее всех предался ему (царю) всей душою. Он поставил его также спарапетом и начальником тёмен и тысяч. После этого, доблестно изгнав также греков, завоевывает и подчиняет себе Понт и Кесарию, что зовется Мижаком, вместе с прилегающими гаварами.

армянский католикос (898—929), историк и писатель, Ованес Драсханакертци

Мовсес Хоренаци сообщает также, что Валаршак упрашивал Багарата, венцевозлагателя и аспета, покинуть иудейскую религию и поклоняться идолам; но тот не согласился, и Валаршак не стал его неволить.
Аппиан Александрийский называет Багарата Магадатом (Μαγαδάτης):
Тигран захватил власть над Сирией вдоль по Евфрату, все сирийские племена до границ Египта. Вместе с этим завладел и Киликией (и она была в подчинении у Селевкидов). И в течение 14 лет управлял этими странами назначенный им его полководец Магадат. Когда римский полководец Лукулл преследовал Митридата, бежавшего к Тиграну, то Магадат пошел с войском на помощь Тиграну; в это время Антиох, сын Антиоха Благочестивого, проскользнул в Сирию, и сирийцы охотно приняли его царем.
Мар Абаса Катина сообщает, что Аршак I, сын Валаршака, заставлял отречься сыновей Багарата от иудейства:
Из сыновей Багарата, принуждаемых царем к поклонению идолам, двое мужественно погибли от меча за веру отцов. Не поколеблюсь назвать их последователями Анании и Елеазара. Остальные дали согласие лишь на следующее: выступать в субботу на охоту и на войну и оставлять детей необрезанными, если таковые родятся, ибо они еще не были женаты. Аршак же повелел не выдавать за них женщин из какого-либо нахарарского рода, не заключив условия об отказе их от обрезания. Они дают согласие лишь на эти два (условия), но не на поклонение идолам.
Армянское предание, сохранившееся у Map Абаса Катины, именно этого Багарата считает родоначальником нахарарского рода Багратуни.
В то же время, ряд современных историков скептически относятся к версии о еврейском происхождении Багратидов, считая её генеалогической легендой.